# 1991 HC
1991 HC är en asteroid i huvudbältet som upptäcktes den 16 april 1991 av den japanska astronomen Nobuhiro Kawasato i Uenohara.
Asteroiden har en diameter på ungefär 4 kilometer.